# Patalione Kanimoa
Patalione Kanimoa (Matāʻutu, ...) è l'attuale re tradizionale di ʻUvea (Wallis e Futuna) dal 2016..
Patalione Kanimoa è un politico di Wallis e Futuna, membro del RPWF-UMP (conservatore), eletto membro dell'Assemblea territoriale di Wallis e Futuna del collegio di Hahake (isola Wallis). Dal 2016, è anche scelto come re di 'Uvea come Patalione Takumasiva Aisake.
Incaricato al Servizio delle statistiche, è presidente dell'Assemblea territoriale dal 2001 ai 2005. Diventa membro del Conseil économique, social et environnemental della collettività d'oltremare nel 2010-2015. Il 17 aprile 2016, è eletto "Lavelua", ossia re di 'Uvea, il regno tradizionale di Wallis. Ma la sua elezione è stata contestata. Nel giugno 2016, l'amministrazione del territorio pubblica sulla Gazzetta ufficiale del territorio che Kanimoa è il nuovo Lavelua.